# Cérium(III)-szulfát
A cérium(III)-szulfát (Ce2(SO4)3) egy vegyület. Egyike azon kevés sóknak, amelyek oldhatósága a vízben csökken a hőmérséklet emelkedésével.

## Fordítás
Ez a szócikk részben vagy egészben  a   Cerium(III) sulfate című angol Wikipédia-szócikk ezen változatának fordításán alapul.  Az eredeti cikk szerkesztőit annak laptörténete sorolja fel. Ez a jelzés csupán a megfogalmazás eredetét és a szerzői jogokat jelzi, nem szolgál a cikkben szereplő információk forrásmegjelöléseként.